# Bulgária nos Jogos Olímpicos de Inverno de 1956
A Bulgária competiu nos Jogos Olímpicos de Inverno de 1956, realizados em Cortina d'Ampezzo, Itália.